# Habbanaghatta, Arsikere
Habbanaghatta là một làng thuộc tehsil Arsikere, huyện Hassan, bang Karnataka, Ấn Độ.